# Parque Estadual do Vale do Codó
O Parque Estadual do Vale do Codó situa-se na cidade de Jaguariaíva, no Estado do Paraná, 230 km de Curitiba.

## Características
O Parque Estadual do Vale do Codó, preza pela preservação de campos nativos, campos rupestres, cerrado e ecossistemas associados, além dos remanescentes de Floresta Ombrófila Mista ou Floresta de Araucária, as paisagens de alto alcance e os mirantes naturais com grande amplitude visual, conservando as quedas d'água e cachoeiras, as fontes e nascentes, os paredões e afloramentos de arenito relictos da Era Devoniana, o cânion do rio Jaguariaíva, bem como a integração entre o Primeiro e o Segundo Planaltos do Paraná. Formando-se um corredor de Biodiversidade de fauna e flora, sendo favorável a reprodução da avifauna.
O Vale do Codó sem dúvida é um dos mais belos vales desta região. Apresenta uma extensão de aproximadamente 9 km e um paredão de pedras de mais ou menos 200 metros de altura, por ele corre o Rio Jaguariaíva. O vale é margeado por uma mata virgem e espessa, viveiro de várias espécies de animais. 
O acesso a unidade de conservação, pode ser feito pela represa das Indústrias Matarazzo, (obs: apenas visitantes em embarcações de pequeno porte podem subir o rio Jaguariaíva acima). Tendo uma distância aproximadamente de 7 Km do centro da cidade de Jaguariaíva. A visitação é livre e gratuita, embora falte infraestrutura no parque, bem como necessita-se ainda efetivar políticas públicas em prol da conservação do meio natural.